# Filip Kostić (labdarúgó, 1992)
Filip Kostić (szerbül: Филип Костић; Kragujevac, 1992. november 1. –) szerb labdarúgó, középpályás, a Fenerbahçe játékosa, kölcsönben a Juventustól.

## Klubcsapatokban

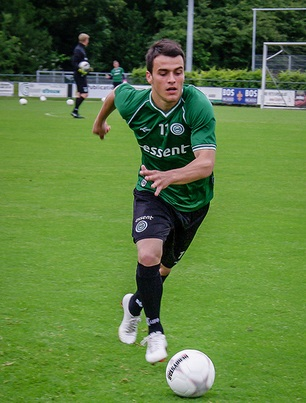
Kostić edz az FC Groningennel 2013-ban

### Radnički 1923
Kostić első profi szerződését 2010-ben, 17 évesen írta alá az FK Radnički 1923-al. Ez a klub másodosztályból élvonalba jutása után volt. Több klub, mint például az FK Crvena zvezda, az Anderlecht, az Udinese és a Tottenham érdeklődését is felkeltette. 2012. április 15-én bekerült a szerb bajnokság 24. fordulójának Sportal-álomcsapatába.

### Groningen
2012. április 4-én szerződést írt alá a holland élvonalbeli FC Groningennel, hogy a szezon után, júniusban Hollandiába költözik. Új csapatában október 21-én mutatkozott be. Miután első szezonjában kevés játéklehetőséget kapott, képességeit a következő szezonban csillogtatta meg; a média figyelmét a NEC elleni briliáns teljesítményével hívta fel magára, a találkozón gólpasszt adott, 2013. augusztus 25-én pedig két gólpasszt is kiosztott a Go Ahead Eagles ellen. Első gólját október 20-án lőtte a PSV Eindhoven ellen, ez volt a mérkőzés egyetlen gólja.

### VfB Stuttgart
2014. augusztus 9-én a német VfB Stuttgart vásárolta meg 6 millió euróért és további 1 milliós bónuszért. Az FC Groningen egy esetleges jövőbéli transzferből 15%-os részesedést kap majd. 2019. júniusáig írt alá szerződést.

### Hamburger SV
2016 nyarán öt éves szerződését kötött a Hamburger SV csapatával. Augusztus 22-én a kupában mutatkozott be az FSV Zwickau ellen.

### Eintracht Frankfurt
2018. augusztus 20-án kölcsönbe került az Eintracht Frankfurt csapatához kétéves vételi opcióval. 2019 májusában visszavonták az opciót és 2023-ig leszerződtették.

### Juventus
2022. augusztus 12-én a Juventus szerződtette, Kostić négy évre írt alá. 2023. március 19-én az ő góljával győzte le csapata 1–0 arányban az Intert a Derby d'Italián.

#### Fenerbahçe
2024. szeptember 9-én a Fenerbahçe a szezon végéig kölcsönvette a torinói csapattól.

## A válogatottban
Kostić Szerbiát U19-es és U21-es szinten képviselte. 2015. június 7-én debütált a felnőtt válogatottban a Azerbajdzsán ellen. Részt vett a 2018-as labdarúgó-világbajnokságon.

## Statisztikák

### Klubcsapatokban
2014. október 3. szerint
| Klub                | Szezon   | Bajnokság | Bajnokság | Kupa  | Kupa | Európa | Európa | Összesen | Összesen |
| Klub                | Szezon   | Meccs     | Gól       | Meccs | Gól  | Meccs  | Gól    | Meccs    | Gól      |
| ------------------- | -------- | --------- | --------- | ----- | ---- | ------ | ------ | -------- | -------- |
| Radnički Kragujevac | 2010–11  | 30        | 2         | 0     | 0    | 0      | 0      | 30       | 2        |
| Radnički Kragujevac | 2011–12  | 27        | 3         | 2     | 0    | 0      | 0      | 29       | 3        |
| Radnički Kragujevac | Összesen | 57        | 5         | 2     | 0    | 0      | 0      | 59       | 5        |
| FC Groningen        | 2012–13  | 5         | 0         | 0     | 0    | 0      | 0      | 5        | 0        |
| FC Groningen        | 2013–14  | 38        | 11        | 3     | 1    | 0      | 0      | 43       | 12       |
| FC Groningen        | 2014–15  | 0         | 0         | 0     | 0    | 2      | 0      | 2        | 0        |
| FC Groningen        | Összesen | 43        | 11        | 3     | 1    | 2      | 0      | 50       | 12       |
| VfB Stuttgart       | 2014–15  | 13        | 1         | 1     | 0    | 0      | 0      | 14       | 1        |
| VfB Stuttgart       | Összesen | 13        | 1         | 1     | 0    | 0      | 0      | 14       | 1        |
| Összesen            | Összesen | 113       | 17        | 6     | 1    | 2      | 0      | 121      | 18       |

### A válogatottban
| Válogatott | Év       | Pályára lépés | Gól |
| ---------- | -------- | ------------- | --- |
| Szerbia    | 2015     | 5             | 0   |
| Szerbia    | 2016     | 8             | 2   |
| Szerbia    | 2017     | 6             | 0   |
| Szerbia    | 2018     | 9             | 0   |
| Szerbia    | 2019     | 4             | 0   |
| Szerbia    | 2020     | 3             | 0   |
| Szerbia    | 2021     | 8             | 1   |
| Szerbia    | 2022     | 9             | 0   |
| Összesen   | Összesen | 52            | 3   |

## Sikere, díjai
- Eintracht Frankfurt
  - Európa-liga: 2021–22

## Fordítás
Ez a szócikk részben vagy egészben  a   Filip Kostić című angol Wikipédia-szócikk ezen változatának fordításán alapul.  Az eredeti cikk szerkesztőit annak laptörténete sorolja fel. Ez a jelzés csupán a megfogalmazás eredetét és a szerzői jogokat jelzi, nem szolgál a cikkben szereplő információk forrásmegjelöléseként.